# Musieli zwyciężyć
Musieli zwyciężyć – polski film dokumentalny z 2000 w reżyserii Aliny Czerniakowskiej.
Film ukazuje wojnę polsko-bolszewicką 1919-1920 roku. Liczne materiały archiwalne ukazują narodziny młodego państwa, następnie mobilizację społeczeństwa, rolę Józefa Piłsudskiego, zryw tysięcy Polaków, wstępujących do Wojska Polskiego. Autorka dokumentu przedstawiła również materiały propagandowe Rosji Radzieckiej. Jedna z sekwencji filmu dotyczy Tymczasowego Komitetu Rewolucyjnego Polski, powołanego do istnienia przez Lenina, który latem 1920 wygłosił w Białymstoku odezwę o przejęciu władzy w Polsce. W materiałach zdjęciowych i filmowych pojawiają się takie postaci historyczne jak:
- Józef Piłsudski
- Michaił Tuchaczewski
- Siemion Budionny
- Julian Marchlewski
- Symon Petlura

Reżyserka zarejestrowała również wywiad z przewodniczącym ogólnopolskiego Związku Piłsudczyków Janem Józefem Kasprzykiem. Nagrania dokonano podczas tradycyjnego Marszu Szlakiem I Kompanii Kadrowej.